# Metopivaria brunnea
Metopivaria brunnea is een keversoort uit de familie boktorren (Cerambycidae). De wetenschappelijke naam van de soort is voor het eerst geldig gepubliceerd in 1923 door Aurivillius.